# جفرسون تاونشیپ، شهرستان دیکینسون، کانزاس
جفرسون تاونشیپ (به انگلیسی: Jefferson Township) یک منطقهٔ مسکونی در ایالات متحده آمریکا است که در شهرستان دیکینسون، کانزاس واقع شده‌است. جفرسون تاونشیپ ۹۴٫۱۱ کیلومتر مربع مساحت و ۱۶۶ نفر جمعیت دارد و ۳۹۰ متر بالاتر از سطح دریا واقع شده‌است.